# Morti nel 1993/Ottobre
| Questa pagina contiene informazioni ricavate automaticamente dalle voci biografiche con l'ausilio del template Bio e di un bot. L'aggiornamento è periodico e automatico e ricostruisce completamente la pagina. Se manca una persona in questa lista, sei pregato di non aggiungerla, ma accertati piuttosto che la sua voce biografica contenga il template Bio e che i dati anagrafici siano correttamente compilati. Se il template Bio manca, inseriscilo tu stesso o, in alternativa, metti l'avviso {{tmp\|Bio}} che ne segnala la mancanza. Se i dati riportati sono sbagliati, correggi direttamente la voce biografica; le modifiche saranno visibili in questa lista entro pochi giorni. Per chiarimenti vedi il progetto biografie. La lista contiene solo le 105 persone che sono citate nell'enciclopedia e per le quali è stato implementato correttamente il template Bio. Pagina aggiornata al 3 mar 2024. |

- 1º ottobre - Segundo Castillo Varela, calciatore peruviano (n. 1913)
- 1º ottobre - Jim Holton, calciatore scozzese (n. 1951)
- 1º ottobre - Božo Janković, calciatore jugoslavo (n. 1951)
- 1º ottobre - Sigurð Joensen, scrittore faroese (n. 1911)
- 1º ottobre - Giuseppe Vari, regista e montatore italiano (n. 1924)
- 2 ottobre - William Berger, attore austriaco (n. 1928)
- 2 ottobre - Sergio Bernardini, imprenditore e impresario teatrale italiano (n. 1925)
- 3 ottobre - Gary Gordon, militare statunitense (n. 1960)
- 3 ottobre - Gabriele Moreno Locatelli, religioso e pacifista italiano (n. 1959)
- 3 ottobre - Randall Shughart, militare statunitense (n. 1958)
- 4 ottobre - Fernando De Marzi, politico e sindacalista italiano (n. 1916)
- 4 ottobre - Armando Fagarazzi, cestista italiano (n. 1922)
- 4 ottobre - Patelisio Punou-Ki-Hihifo Finau, vescovo cattolico tongano (n. 1934)
- 4 ottobre - Enrico Paribeni, archeologo italiano (n. 1911)
- 5 ottobre - Guido Aycard, calciatore e allenatore di calcio italiano (n. 1903)
- 5 ottobre - Mario Bandirali, calciatore italiano (n. 1921)
- 5 ottobre - Francesco Carpino, cardinale e arcivescovo cattolico italiano (n. 1905)
- 5 ottobre - Karl Gordon Henize, astronomo e astronauta statunitense (n. 1926)
- 5 ottobre - Radhu Karmakar, direttore della fotografia e regista indiano (n. 1919)
- 5 ottobre - Dumitru Stăniloae, teologo rumeno (n. 1903)
- 6 ottobre - Antonio Casetta, imprenditore e produttore discografico italiano (n. 1928)
- 6 ottobre - Stillman Drake, storico della scienza canadese (n. 1910)
- 6 ottobre - Adriana Facchetti, attrice italiana (n. 1921)
- 6 ottobre - Victor Razafimahatratra, cardinale e arcivescovo cattolico malgascio (n. 1921)
- 6 ottobre - Larry Walters,  statunitense (n. 1949)
- 7 ottobre - Wladimiro Curatolo, politico italiano (n. 1915)
- 7 ottobre - Cyril Cusack, attore irlandese (n. 1910)
- 7 ottobre - Jucci Kellermann, attrice italiana (n. 1921)
- 7 ottobre - Agnes de Mille, ballerina e coreografa statunitense (n. 1905)
- 7 ottobre - Kenneth Nelson, attore statunitense (n. 1930)
- 8 ottobre - Gu Cheng, poeta cinese (n. 1956)
- 8 ottobre - Santiago Navarro, cestista spagnolo (n. 1936)
- 9 ottobre - Leopold Facco, calciatore austriaco (n. 1907)
- 9 ottobre - Sachiko Murase, attrice giapponese (n. 1905)
- 9 ottobre - Göta Pettersson, ginnasta svedese (n. 1926)
- 10 ottobre - John Bindon, attore britannico (n. 1943)
- 10 ottobre - Catherine Collard, pianista francese (n. 1947)
- 10 ottobre - Clemente Maglietta, politico, partigiano e sindacalista italiano (n. 1910)
- 10 ottobre - Eros Pellini, scultore italiano (n. 1909)
- 10 ottobre - Arduino Roccioletti, politico italiano (n. 1920)
- 11 ottobre - Alexandra Hay, attrice e modella statunitense (n. 1947)
- 11 ottobre - Jess Thomas, tenore statunitense (n. 1927)
- 12 ottobre - Leon Ames, attore statunitense (n. 1902)
- 12 ottobre - Tofiq Bəhramov, calciatore, arbitro di calcio e dirigente sportivo sovietico (n. 1926)
- 12 ottobre - Mircea David, calciatore rumeno (n. 1914)
- 13 ottobre - Otmar Gutmann, regista, produttore televisivo e animatore tedesco (n. 1937)
- 14 ottobre - Harald Hennum, calciatore norvegese (n. 1928)
- 14 ottobre - Roy Hurley, cestista statunitense (n. 1922)
- 14 ottobre - Paolo Mantovani, imprenditore e dirigente sportivo italiano (n. 1930)
- 14 ottobre - Walter Newman, sceneggiatore statunitense (n. 1916)
- 15 ottobre - Paolo Bortoluzzi, ballerino e coreografo italiano (n. 1938)
- 15 ottobre - Alberto Samonà, architetto e urbanista italiano (n. 1932)
- 15 ottobre - Satoshi Watanabe, fisico giapponese (n. 1910)
- 16 ottobre - Flora Nwapa, scrittrice nigeriana (n. 1931)
- 16 ottobre - Arnie Oliver, calciatore statunitense (n. 1907)
- 16 ottobre - Peppino Russo, poeta, paroliere e compositore italiano (n. 1907)
- 16 ottobre - René Sylviano, compositore francese (n. 1903)
- 17 ottobre - Helmut Gollwitzer, teologo e scrittore tedesco (n. 1908)
- 17 ottobre - Criss Oliva, chitarrista statunitense (n. 1963)
- 18 ottobre - Maria Rosa Candido, pattinatrice di short track italiana (n. 1967)
- 19 ottobre - Carlo Caiano, produttore cinematografico e sceneggiatore italiano (n. 1904)
- 19 ottobre - Giuseppe Fortis, attore e doppiatore italiano (n. 1926)
- 19 ottobre - Felix Wilbur Gingrich, grecista e biblista statunitense (n. 1901)
- 19 ottobre - Pola Illéry, attrice e cantante rumena (n. 1909)
- 20 ottobre - Ermenegildo Manfredi, politico italiano (n. 1942)
- 20 ottobre - Pierre Michel Pango, presbitero e musicista ivoriano (n. 1928)
- 21 ottobre - James Leo Herlihy, scrittore e drammaturgo statunitense (n. 1927)
- 21 ottobre - Melchior Ndadaye, politico burundese (n. 1953)
- 21 ottobre - Irv Torgoff, cestista statunitense (n. 1917)
- 22 ottobre - Odette Bancilhon, astronoma francese (n. 1908)
- 22 ottobre - Eduardo Caianiello, fisico italiano (n. 1921)
- 22 ottobre - Jiří Hájek, diplomatico ceco (n. 1913)
- 22 ottobre - Innes Ireland, pilota automobilistico britannico (n. 1930)
- 22 ottobre - Mariano Manent, allenatore di pallacanestro e arbitro di pallacanestro argentino (n. 1904)
- 23 ottobre - Italo Becchetti, politico italiano (n. 1931)
- 23 ottobre - Renato Bianconi, editore italiano (n. 1928)
- 23 ottobre - Friedrich Dickel, politico e generale tedesco (n. 1913)
- 23 ottobre - Elena Nicolai, mezzosoprano e attrice bulgara (n. 1905)
- 24 ottobre - Heinz Kubsch, calciatore tedesco (n. 1930)
- 24 ottobre - Tonino Nardi, direttore della fotografia italiano (n. 1939)
- 24 ottobre - Giovanna Righini Ricci, scrittrice italiana (n. 1933)
- 25 ottobre - Josef Losert, schermidore austriaco (n. 1908)
- 25 ottobre - Vincent Price, attore statunitense (n. 1911)
- 26 ottobre - Everett Dean, giocatore di baseball, cestista e allenatore di baseball statunitense (n. 1898)
- 26 ottobre - Maurice Henry Dorman, politico britannico (n. 1912)
- 26 ottobre - Albert Hyzler, politico maltese (n. 1916)
- 26 ottobre - Oro, wrestler messicano (n. 1971)
- 26 ottobre - Oscar Scaglietti, chirurgo italiano (n. 1906)
- 27 ottobre - Barbara Czopek, cestista polacca (n. 1931)
- 27 ottobre - Jean Leclercq, religioso francese (n. 1911)
- 27 ottobre - Guillermo Wagner, cestista messicano (n. 1934)
- 28 ottobre - Jurij Michajlovič Lotman, storico della letteratura russo (n. 1922)
- 29 ottobre - Herbert Lütkebohmert, calciatore tedesco (n. 1948)
- 29 ottobre - Masahiro Makino, regista, sceneggiatore e attore giapponese (n. 1908)
- 29 ottobre - Ewald Riebschläger, tuffatore tedesco (n. 1904)
- 29 ottobre - Elliot Scott, scenografo britannico (n. 1915)
- 29 ottobre - Roger Turner, pattinatore artistico su ghiaccio statunitense (n. 1901)
- 30 ottobre - Paul Grégoire, cardinale e arcivescovo cattolico canadese (n. 1911)
- 30 ottobre - Pauli Jørgensen, calciatore danese (n. 1905)
- 30 ottobre - Antonio Pala, sindacalista e politico italiano (n. 1928)
- 30 ottobre - Maria Solveg-Matray, attrice, sceneggiatrice e coreografa tedesca (n. 1907)
- 31 ottobre - Federico Fellini, regista, sceneggiatore e fumettista italiano (n. 1920)
- 31 ottobre - River Phoenix, attore, musicista e attivista statunitense (n. 1970)
- 31 ottobre - Riccardo Salvador, politico italiano (n. 1900)
- 31 ottobre - Edwin Walker, generale statunitense (n. 1909)